# Савчук Людмила Павлівна
Людмила Павлівна Савчук (1 жовтня 1935 — 14 липня 2023) — українська поетеса, член національної спілки письменників України, лауреат міської премії ім. Б.Хмельницького, дипломант Всеукраїнського конкурсу «Коронація слова» (2010 р.). За свої віршовані видання для дітей дошкільного та молодшого шкільного віку стала членом спілки письменників України.

## Життєпис
Письменниця народилася 1 жовтня 1935 р. в селі Шарівка Ярмолинецького району Хмельницької області, в сім'ї хліборобів. Згодом родина переїхала до міста Проскурова. Скінчивши 7 класів у Хмельницькій жіночій школі № 1, Людмила пішла у вечірню середню школу. Працювала на телеграфно-телефонній станції, а згодом — на Хмельницькому заводі ковальсько-пресового устаткування обліковцем, старшим інженером відділу зовнішньої комплектації.

## Творча діяльність
Від 1965 року вірші Людмили Савчук почали публікувати в пресі: «Літературна Україна», «Перець», «Дніпро», «Малятко». А вперше побачила надрукованим свій вірш 13-річна школярка Людмила в газеті «Зірка» 1948 року. Окремою збіркою вийшли її вірші під назвою «Кенгуреня». Книжечка-лічилка «Один, два, три…», у 1989 році тиражем 375 тисяч примірників, блискавично розійшлися по Україні і в Канаді (серед української діаспори). Вона настільки полюбилася юним читачикам та їх батькам, що на замовлення останніх вже перевидавалася двічі. Свою вісімдесят другу осінь хмельницька поетеса зустрічає багатим ужинком: понад 20 книг для дошкільнят та молодших школярів. Кожна з них — це окрема тема дитячого світу. У кожній книзі зорить ніжна поетична душа Людмили Павлівни, її чутлива спостережливість за психологією поведінки та вчинків дітей.

## Співпраця
Поетеса тісно співпрацює з Хмельницькою міською централізованою бібліотечною системою. Відвідує творчі зустрічі, які проводяться в бібліотеках. Поетеса з радістю приймає запрошення на творчі зустрічі.